# 电视广播制式
电视广播制式是指电视广播传输系统的帧结构、信道编码和调制。
世界各地區之電視系統規格差異極大，所做一個歸類。 

世界上主要有五種格式，第一種是類比電視系統；第二種是數位地面廣播電視系統；第三種是數位有線電視系統；第四種是衛星電視系統；第五種是網路協定電視。

## 類比電視系統

採用PAL制的國家（藍色）
採用NTSC制的國家（綠色）
採用SECAM制的國家（橙色）

除一個類比電視系統外，其他所有系統都是從黑白系統開始的。每個國家面對當地的政治、技術和經濟問題，都採用了彩色電視系統，並將其嫁接到現有的單色系統上。系統，使用視頻頻譜中的間隙（如下所述）以使顏色傳輸信息適合分配的現有頻道。將色彩傳輸標準嫁接到現有的單色系統上，使得在轉換到彩色電視之前的現有單色電視接收器可以繼續作為單色電視運行。由於此兼容性要求，顏色標準將第二個信號添加到基本單色信號中，該信號承載顏色信息。顏色信息稱為帶有符號C的色度，而黑白信息稱為亮度。帶有符號Y。單色電視接收器僅顯示亮度，而彩色接收器處理兩個信號。儘管從理論上講，任何單色系統都可以用作彩色系統，但實際上，某些原始的單色系統被證明不適合於色彩，並在轉向彩色廣播時被放棄了。所有國家/地區都使用三種顏色系統之一：NTSC，PAL或SECAM。

### 第二次世界大戰前的系統
第二次世界大戰前的許多實驗和廣播系統都經過了測試。第一個是基於機械的，分辨率很低，有時沒有聲音。後來的電視系統是電子的。
UK 405線系統是第一個分配了ITU系統字母名稱的系統。

### 國際電聯標準
1961年在斯德哥爾摩舉行的一次國際會議上，國際電信聯盟指定了廣播電視系統的標準。
忽略色彩，所有電視系統基本上都以相同的方式工作。相機看到的單色圖像（後來稱為彩色圖像的亮度分量）被分成水平掃描線，其中一些掃描線組成一個圖像或一幀。單色圖像在理論上是連續的，因此水平分辨率不受限制，但是要使電視實用化，必須對電視信號的帶寬進行限制，這最終可能會限制水平分辨率。當引入顏色時，這種限制的必要性變得固定了。所有模擬電視系統都是隔行掃描的：依次傳輸幀的交替行，然後依次傳輸其餘行。幀的每一半稱為視頻場，傳輸場的速率是視頻系統的基本參數之一。它涉及到公用事業頻率處的電力分配系統的操作，以從所得避免閃爍節拍在電視屏幕偏轉系統之間及附近產生的磁場電源。所有數字或“固定像素”顯示器均具有逐行掃描功能，必須進行隔行掃描隔行掃描源。在價格較低的平板顯示器與價格較高的平板顯示器（等離子顯示器，LCD等）之間，典型的區別是使用廉價的去隔行硬件。
必須使用電視電影將每秒以24幀拍攝的所有電影和其他電影材料轉換為視頻幀速率，以防止出現嚴重的運動抖動效果。通常，對於25幀/秒格式（歐洲以及其他使用50 Hz主電源的國家/地區），其內容為PAL加速，而一種稱為“ 3：2 pulldown ”的技術用於30幀/秒格式（北美等（市電頻率為60 Hz的國家/地區），以使影片幀速率與視頻幀速率匹配，而不會加快播放速度。

### NTSC、PAL、SECAM三大電視系統之比較
|                | NTSC                                        | PAL                                                                      | SECAM                                                                                                   |
| -------------- | ------------------------------------------- | ------------------------------------------------------------------------ | --- |
| 圓場頻率       | 59.94 Hz                                    | 50 Hz                                                                    | 50 Hz                                                                                                   |
| 圓框掃描線     | 525條                                       | 625條                                                                    | 625 條                                                                                                  |
| 水平掃描頻率   | 15,734.264 Hz                               | 15,625 Hz                                                                | 15,625 Hz                                                                                               |
| 亮度信號頻寬   | 4.2 MHz                                     | 5.5 MHz                                                                  | 6.0 MHz                                                                                                 |
| 聲音載波       | 4.5 MHz (System-M)                          | 歐洲 5.5 MHz (System-BG) 英國 6.0 MHz (System-I) 中國 6.5 MHz (System-D) | 6.5 MHz (System-DK)                                                                                     |
| 色信號         | I、Q                                        | {\displaystyle U\pm V}                                                   | {\displaystyle D_{R}} + 350 K～-500 K Hz {\displaystyle D_{B}} + 350 K～-350 K Hz                       |
| 繫色信號       | {\displaystyle {455 \over 2}fH=3.579545MHz} | {\displaystyle {1135 \over 4}fH+{fV \over 2}=4.433618MHz}                | {\displaystyle f_{D}R} 282 fH = 4.2500 MHz {\displaystyle f_{D}B} 272 fH = 4.4065 MHz                   |
| 色信號調頻方式 | 相位及振幅正交調變                          | 相位及振幅正交調變 (每隔一條線變換一次)                                  | 6.5 Hz                                                                                                  |
| 色差信號頻寬   | I=1.3 MHz Q=0.6 MHz                         | U=1.3 MHz V=1.3 MHz                                                      | {\displaystyle f_{D}R}> 1.0 MHz 1.0 MHz                                                                 |
| 繫色信號相位   | －（B－Y）                                  | {\displaystyle U\pm V}                                                   | {\displaystyle f_{D}R} 和 {\displaystyle f_{D}B}每隔3條掃描線改變{\displaystyle 180^{\circ }}           |
| 色信號控制     | 沒有                                        | 利用{\displaystyle \pm 180^{\circ }}擺動訊號                             | 利用垂直歸線時9條掃描線                                                                                 |
| 外加訊號       | 無                                          | {\displaystyle f_{H}} / 2修正閘控訊號                                    | {\displaystyle f_{H}} / 2，{\displaystyle f_{H}} / 4， {\displaystyle f_{V}}，{\displaystyle f_{V}} / 2 |
| 數位化         | 較難                                        | 容易                                                                     | 最難 |
| 轉換特性       | 與PAL容易、與SECAM較難                      | 與NTSC、SECAM均容易                                                      | 與PAL容易、與NTSC較難                                                                                   |
| 衛星通信       | 可行                                        | 可行                                                                     | 可行 |
| 操作方式       | 繁瑣                                        | 簡單                                                                     | 最簡單                                                                                                  |
| 畫面效果       | 會閃爍                                      | 較穩定                                                                   | 細緻 |
| 相容性         | 最佳                                        | 佳                                                                       | 稍差 |
| 彩色同步頻率   | 3.58 MHz                                    | 4.433 MHz                                                                | 4.433 MHz                                                                                               |
| 代表           | 美國、日本                                  | 西歐、中國、印度                                                         | 前蘇聯、東歐、法國、阿拉伯                                                                              |

### NTSC制式
NTSC制式（也称为正交平衡调幅制）是1952年由美国国家电视标准委员会指定的彩色电视广播标准，它采用正交平衡调幅的技术方式。美国、加拿大等大部分西半球国家以及台湾、日本、韩国、菲律宾等地均采用这种制式。 

### PAL制式
PAL制式是西德在1962年指定的彩色电视广播标准，它采用逐行倒相正交平衡调幅的技术方法，克服了NTSC制相位敏感造成色彩失真的缺点。一些西欧国家、新加坡、中国大陆及香港、澳門、澳大利亚、新西兰等国家采用这种制式。PAL制式中根据不同的参数细节，又可以进一步划分为G、I、D等制式。

### SECAM制式
SECAM制式意为“按顺序传送彩色与存储”，1966年法国研制成功，它属于同时顺序制，在信号传输过程中，亮度信号每行传送，而两个色差信号则逐行依次传送，即用行错开传输时间的办法来避免同时传输时所产生的串色以及由其造成的彩色失真。SECAM制式特点是不怕干扰，彩色效果好，但兼容性差。采用SECAM制式的国家主要为大部分独联体国家、法国、埃及以及非洲的一些法语国家等。

## 數位地面廣播電視系統

世界採用數位電視規格圖

- 為數位電視節目地面整合式數位廣播有四個系統使用中。[6]
- 中國(包括香港和澳門) 選擇了 DTMB (Digital Terrestrial Multimedia Broadcast) 當 DTV 標準。
- 在日本ISDB-T (地面廣播電視) 系統由電波產業會標準化 (Association of Radio Industries and Businesses) (ISDB formats).
- A system which uses an 8 VSB modulation (8 水平殘邊帶) for terrestrial broadcasting, standardized by ATSC, has been realized in the USA (ATSC 制式).
- The DVB Project has been realized in Europe by EBU (歐洲廣播聯盟)、ETSI (European Telecommunications Standards Institute) and the CENELEC (European Committee for Electrotechnical Standardization) (DVB formats MPEG-2/H.264 AVC). For terrestrial broadcasting the DVB-T (Digital Video Broadcasting Terrestrial) standard is used.
- 美規 ATSC 8-VSB 用於 6MHz 電視頻道。
- 歐規 DVB-T COFDM 用於 6/7/8 MHz 電視頻道，目前台灣採用的是歐規 DVB-T 6MHz 。
- 日規 ISDB-T COFDM 用於 6MHz 電視頻道 (屬歐規改良型) 。
- 中規 DTMB TDS-OFDM 用於 8MHz 電視頻道 (屬歐規改良型) 。

| 系統     | 解釋                                                                                                 |
| -------- | --- |
| DVB-T    | 目前在使用DVB-T系統的地區／國家。                                                                    |
| DVB-T 1  | 可能會使用DVB-T系統的地區／國家。                                                                    |
| DVB-T 2  | 目前試播DVB-T系統的地區／國家。                                                                      |
| RRC06    | 根據國際電訊聯盟（ITU）2006年區域無線電通信大會的共識，在將來改用數碼廣播時直接採納DVB-T系統的國家。 |
| ATSC     | 目前在使用ATSC系統的地區／國家。                                                                     |
| ATSC 1   | 可能會使用ATSC系統的地區／國家。                                                                     |
| ATSC 2   | 目前試播ATSC系統的地區／國家。                                                                       |
| ISDB-T   | 目前在使用ISDB-T系統的地區／國家。                                                                   |
| ISDB-T 1 | 可能會使用ISDB-T系統的地區／國家。                                                                   |
| ISDB-T 2 | 目前試播ISDB-T系統的地區／國家。                                                                     |
| DTMB     | 目前在使用DTMB系統的地區／國家。                                                                     |
| DTMB 1   | 可能會使用DTMB系統的地區／國家。                                                                     |
| DTMB 2   | 目前試播DTMB系統的地區／國家。                                                                       |
| －       | 尚未確定的地區／國家。                                                                               |

## 數位有線電視系統
DVB-C / ClearQAM (ATSC-C)

## 衛星電視系統
2017年11月17日，美國聯邦通信委員會以3票對2票贊成授權自願部署ATSC 3.0（該ATSC是最初的ATSC“ 1.0”的後繼產品），並為此發布了一份報告和命令。如果全電站決定部署ATSC 3.0服務，則必須在與ATSC 1.0兼容的信號上保持其頻道的同播。

## 網路協定電視
OpenCable /
DVB-IPTV

### 引用
1. ↑  . （原始内容存档于2010-04-12）.